# Louise Cervera
Louise Cervera (Grasse, 14 de abril de 1998) es una deportista francesa que compite en vela en la clase Laser Radial.
Ganó una medalla de oro en el Campeonato Mundial de Laser Radial de 2025 y una medalla de bronce en el Campeonato Europeo de Laser Radial de 2024.

## Palmarés internacional
| \| Campeonato Mundial \| Campeonato Mundial \| Campeonato Mundial \| Campeonato Mundial \| \| Año \| Lugar \| Medalla \| Clase \| \| ------------------ \| ------------------ \| ------------------ \| ------------------ \| \| 2025 \| Qingdao (China) \| Medalla de oro \| Laser Radial \| \| Campeonato Europeo \| \| \| \| \| Año \| Lugar \| Medalla \| Clase \| \| 2024 \| Atenas (Grecia) \| Medalla de bronce \| Laser Radial \| |                 |                   |              |
| Campeonato Mundial |                 |                   |              |
| Año | Lugar           | Medalla           | Clase        |
| 2025 | Qingdao (China) | Medalla de oro    | Laser Radial |
| Campeonato Europeo |                 |                   |              |
| Año | Lugar           | Medalla           | Clase        |
| 2024 | Atenas (Grecia) | Medalla de bronce | Laser Radial |